# Omex
Omex is een gemeente in het Franse departement Hautes-Pyrénées (regio Occitanie) en telt 204 inwoners (1999). De plaats maakt deel uit van het arrondissement Argelès-Gazost.

## Geografie
De oppervlakte van Omex bedraagt 5,6 km², de bevolkingsdichtheid is 36,4 inwoners per km².

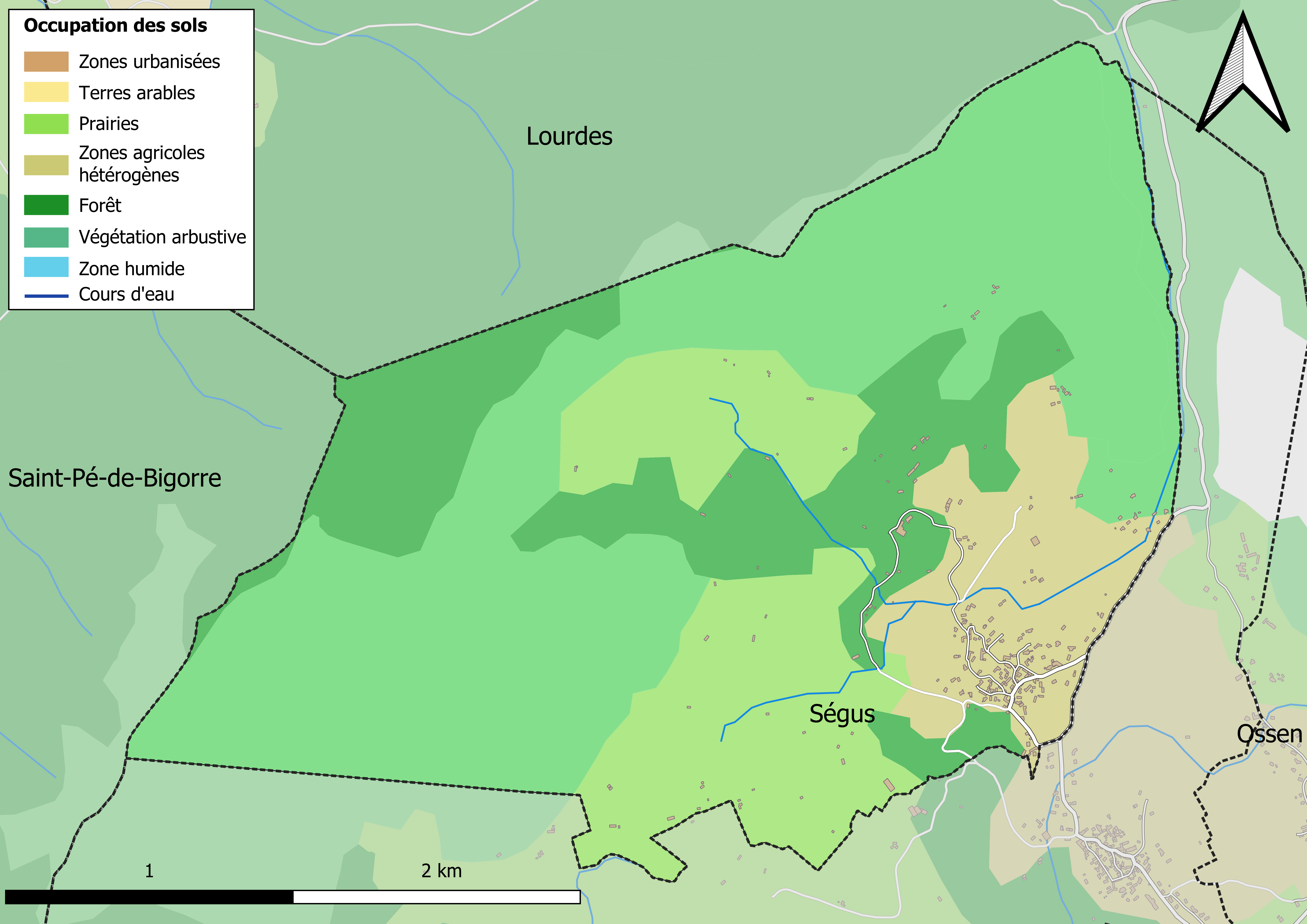
Kaart van de gemeente met belangrijkste infrastructuur, bodemgebruik en omliggende gemeenten

## Demografie
Onderstaande figuur toont het verloop van het inwonertal (bron: INSEE-tellingen).